# Land of mine: Sota la sorra
Land of mine: Sota la sorra o Davall de l'arena (títol original en danès: Under sandet; també en anglès: Land of mine) és un drama històric de producció danesa-alemanya de 2015 dirigit per Martin Zandvliet. Fou estrenada al Festival Internacional de Cinema de Toronto de 2015 i va obtenir una nominació a la 89a edició dels premis Oscar en la categoria de millor pel·lícula de parla no anglesa. El 2017 la pel·lícula es va doblar i subtitular en català oriental sota el títol de Land of mine: Sota la sorra; també s'ha editat una versió en valencià per a À Punt amb el nom de Davall de l'arena.
La pel·lícula està inspirada en fets reals i relata la història d'un grup de presoners de guerra alemanys enviats a desactivar mines a Dinamarca passada la Segona Guerra Mundial. Es creu que més de 2.000 soldats alemanys, molts d'ells joves adolescents, van ser forçats a desactivar mines i gairebé la meitat d'ells hi van deixar la vida o van perdre alguna extremitat.

## Argument
Dies després del final de la Segona Guerra Mundial, el maig de 1945, un grup de joves presoners alemanys són entregats a les autoritats daneses i enviats al Mur Atlàntic, on són obligats a extreure els més de dos milions de mines que l'exèrcit alemany havia enterrat sota la sorra al llarg de la costa atlàntica. Desproveïts de l'equipament necessari per portar a terme la perillosa tasca, els presoners han de moure's a quatre grapes per la sorra amb les mans nues, sota el comandament del sergent danès Carl Leopold Rasmussen. La majoria d'ells són adolescents que havien sigut reclutats per Hitler en els darrers dies de la guerra i quan són obligats a descendir del camió les seves cares de derrota denoten només inexperiència i confusió.
Una primerenca escena mostra com els presoners alemanys són vexats per part dels danesos, posant de manifest el comprensible odi que el poble danès sent pels seus ocupants. Rasmussen, comparteix també aquest odi i tracta als joves presoners sota el seu comandament sense cap mena de simpatia. No obstant, l'àrdua tasca encomanada als presoners es revela aviat com un bany de sang que sembla no tenir fi i a mesura que passen els dies fins i tot a Rasmussen li creixen sentiments contradictoris pels seus joves presoners. El sergent agafa sobretot simpatia per Sebastian Schumann, el líder natural del grup, i s'adona que els seus nois no tenen res a veure amb els sanguinaris alemanys que havien ocupat el seu país. De l'inicial grup de 14 nois, només 4 aconsegueixen sobreviure i compten poder tornar a casa un cop ja finalitzada tasca que se'ls hi havia encomanat, tal com els havia estat promès. No obstant, les autoritats daneses canvien finalment de parer perquè necessiten a tècnics especialitats. El sergent Rasmussen, que veu del tot injusta aquest decisió, ajuda els 4 nois a escapar-se perquè puguin retornar a casa.

## Repartiment
| Intèrpret             | Personatge                     |
| --------------------- | ------------------------------ |
| Roland Møller         | Sergent Carl Leopold Rasmussen |
| Mikkel Følsgaard      | Tinent Ebbe                    |
| Laura Bro             | Karin                          |
| Louis Hofmann         | Sebastian Schumann             |
| Joel Basman           | Helmut Morbach                 |
| Oskar Bökelmann       | Ludwig Haffke                  |
| Emil Belton           | Ernst Lessner                  |
| Oskar Belton          | Werner Lessner                 |
| Leon Seidel           | Wilhelm Hahn                   |
| Karl Alexander Seider | Manfred                        |
| Maximilian Beck       | August Kluger                  |
| August Carter         | Rodolf Selke                   |
| Tim Bülow             | Hermann Marklein               |
| Alexander Rasch       | Friedrich Schnurr              |
| Julius Kochinke       | Johann Wolff                   |

## Premis i nominacions
| Premi                     | Data de la cerimònia   | Categoria                             | Receptor/s            | Resultat  | Refs.         |
| ------------------------- | ---------------------- | ------------------------------------- | --------------------- | --------- | ------------- |
| Premis Oscar              | 26 de febrer de 2017   | Millor pel·lícula de parla no anglesa | Martin Zandvliet      | Nominat   | [ 9 ] [ 10 ]  |
| Premis Bodil              | 5 de març de 2016      | Millor pel·lícula danesa              | Martin Zandvliets     | Guanyador | [ 11 ] [ 12 ] |
| Premis Bodil              | 5 de març de 2016      | Millor actor                          | Roland Møller         | Guanyador | [ 11 ] [ 12 ] |
| Premis Bodil              | 5 de març de 2016      | Millor actor secundari                | Louis Hofmann         | Guanyador | [ 11 ] [ 12 ] |
| Premis del Cinema Europeu | 10 de desembre de 2016 | Millor cinematògraf                   | Camilla Hjelm Knudsen | Guanyador | [ 13 ]        |
| Premis del Cinema Europeu | 10 de desembre de 2016 | Millor vestuari                       | Stefanie Bieker       | Guanyador | [ 13 ]        |
| Premis del Cinema Europeu | 10 de desembre de 2016 | Millor perruqueria i maquillatge      | Barbara Kreuzer       | Guanyador | [ 13 ]        |